# Guillermo Fayed
Guillermo Fayed, né le 28 novembre 1985 à Chamonix, est un skieur alpin français, d'ascendance catalane par son père et savoyarde par sa mère. Il mesure 1,83 m et évolue au club CS Chamonix.
Il participe aux Jeux olympiques d'hiver de 2010 où il arrive 26e à la descente et 22e au super G en ski alpin. Son meilleur résultat à ce jour est une 2e place lors de la descente de Lake Louise en novembre 2014. Troisième du général de la Coupe du monde de descente en 2014-2015, il met un terme à sa carrière en mars 2018, en raison de nombreuses blessures.

## Biographie
Il fait ses débuts en Coupe du monde en 2005 à Val-d'Isère.
Aux Championnats du monde 2015, il est cinquième de la descente, son meilleur résultat en grand championnat, qui coïncide avec son meilleur classement en Coupe du monde (3e de la descente). Durant cet hiver, obtient deux podiums en descente, étant deuxième à Lake Louise et troisième à Kitzbühel, la reine des descentes.
En 2015-2016, il ajoute deux podiums en descente à son total, finissant sur la boite à Beaver Creek et Val Gardena.
Le 11 mars 2016, Fayed est atteint à sa jambe droite d'une rupture du ligament croisé antérieur couplé à un arrachement osseux à l'extrémité supérieure du tibia après une chute au cours d'un entraînement.

## Palmarès

### Jeux olympiques d'hiver
| Épreuve / Édition | Vancouver 2010 | Sotchi 2014 |
| Super G           | 22e            | —           |
| Descente          | 26e            | 26e         |

### Championnats du monde
| Épreuve / Édition | Garmisch-Partenkirchen 2011 | Schladmig 2013 | Beaver Creek-Vail 2015 | Saint-Moritz 2017 |
| Descente          | 23e                         | 21e            | 5e                     | 14e               |

### Coupe du monde
- Meilleur classement général : 17e en 2018.
- Meilleur résultat : 2e de la descente de Lake Louise en novembre 2014 et de celle de Val Gardena en décembre 2015.
- 4 podiums.

#### Classements par épreuve en Coupe du monde
| Saison / Épreuve | Saison / Épreuve | Général | Général | Descente | Descente | Slalom | Slalom | Slalom géant | Slalom géant | Super G | Super G | Combiné | Combiné |
| ---------------- | ---------------- | ------- | ------- | -------- | -------- | ------ | ------ | ------------ | ------------ | ------- | ------- | ------- | ------- |
| Saison / Épreuve | Saison / Épreuve | Class.  | Points  | Class.   | Points   | Class. | Points | Class.       | Points       | Class.  | Points  | Class.  | Points  |
| 2010             | 2010             | 96e     | 41      | 40e      | 28       | -      | -      | -            | -            | -       | -       | 38e     | 13      |
| 2011             | 2011             | 74e     | 101     | 24e      | 97       | -      | -      | -            | -            | -       | -       | 51e     | 4       |
| 2012             | 2012             | 76e     | 84      | 28e      | 84       | -      | -      | -            | -            | -       | -       | -       | -       |
| 2013             | 2013             | 66e     | 99      | 28e      | 83       | -      | -      | -            | -            | 39e     | 16      | -       | -       |
| 2014             | 2014             | 64e     | 91      | 25e      | 91       | -      | -      | -            | -            | -       | -       | -       | -       |
| 2015             | 2015             | 17e     | 417     | 3e       | 360      | -      | -      | -            | -            | 34e     | 28      | -       | -       |
| 2016             | 2016             | 28e     | 339     | 8e       | 323      | -      | -      | -            | -            | 42e     | 16      | -       | -       |
| 2017             | 2017             | 70e     | 95      | 23e      | 95       | -      | -      | -            | -            | -       | -       | -       | -       |
| 2018             | 2018             | 115e    | 23      | 37e      | 23       | -      | -      | -            | -            | -       | -       | -       | -       |

### Championnats du monde junior
Guillermo Fayed a participé à une édition des Championnats du monde juniors, à Bardonnèche en 2005.
| Épreuve / Édition         | Descente | Super G | Slalom  |
| ------------------------- | -------- | ------- | ------- |
| Mondiaux 2005 Bardonnèche | 24e      | 34e     | Abandon |

### Championnats de France

#### Elite
Guillermo Fayed n'a jamais remporté de titre de champion de France, mais il a été 2 fois Vice-Champion de France de Descente.
| Épreuve / Édition                        | Descente          | Super G | Slalom géant | Slalom      | Super combiné |
| ---------------------------------------- | ----------------- | ------- | ------------ | ----------- | ------------- |
| Championnats 2003 Les Menuires           | 44e               | Abandon | —            | —           | —             |
| Championnats 2004 Les Carroz/Flaine      | 48e               | 71e     | —            | —           | —             |
| Championnats 2005 L'Alpe d'Huez          | Médaille d'argent | 47e     | 73e          | Abandon     | —             |
| Championnats 2006 Courchevel/Val-d'Isère | —                 | 25e     | Abandon      | Abandon     | —             |
| Championnats 2007 Val-d'Isère            | Médaille d'argent | Abandon | —            | —           | Abandon       |
| Championnats 2008 Auron/Isola 2000       | 7e                | 13e     | Abandon      | —           | 8e            |
| Championnats 2009 Lélex-Crozet/Megève    | 6e                | 19e     | Abandon      | Disqualifié | 5e            |
| Championnats 2010 Les Menuires           | 5e                | 8e      | —            | —           | Abandon       |
| Championnats 2011 Tignes                 | 7e                | 18e     | —            | —           | 16e           |
| Championnats 2012 L'Alpe d'Huez          | 7e                | 9e      | —            | —           | —             |
| Championnats 2014 Méribel                | 5e                | 30e     | —            | —           | Abandon       |

#### Jeunes
Champion de France Junior de descente en 2005